# Mariusz Kiełpiński
Mariusz Kiełpiński (ur. 23 kwietnia 1967) – polski lekkoatleta, specjalizujący się w biegach długich, wicemistrz Polski.

## Życiorys
Był zawodnikiem Oleśniczanki.
Na mistrzostwach Polski seniorów na otwartym stadionie zdobył jeden medal w biegu na 3000 metrów z przeszkodami: srebrny w 1991.
Rekord życiowy w biegu na 3000 metrów z przeszkodami: 8:31,99 (11.08.1991).